# Ланда, Онорино
Онорино Ланда Вера (исп. Honorino Landa Vera; 1 июня 1942, Пуэрто-Наталес — 30 мая 1987, Сантьяго) — чилийский футболист, нападающий.

## Биография
Онорино Ланда родился в чилийском городе Пуэрто-Наталес. Клубную карьеру провёл в Чили, выступая в командах из разных чилийских дивизионов, в числе которых «Уачипато», «Магальянес», «Депортес Ла-Серена». Трижды играл за клуб «Унион Эспаньола». Принимал участие в турнире Кубок Либертадорес Выступал в составе национальной сборной Чили. В качестве игрока сборной был заявлен на чемпионат мира 1962 года и чемпионат мира 1966 года. На турнире в 1962 году вместе со своей командой занял третье место. Умер в 1987 году.